# فرانسيسكو فولبي
فرانسيسكو فولبي (بالإيطالية: Francesco Volpe)‏ هو لاعب كرة قدم إيطالي في مركز الهجوم، ولد في 3 مارس 1986 في نابولي في إيطاليا. شارك مع منتخب إيطاليا تحت 18 سنة لكرة القدم ومنتخب إيطاليا تحت 19 سنة لكرة القدم. أما مع النوادي، فقد لعب مع نادي بياتشينزا ونادي تريستينا ونادي جنوى ونادي رافينا ونادي سبال ونادي ليفورنو ويوفنتوس.

## وصلات خارجية
- فرانسيسكو فولبي على موقع قاعدة بيانات كرة القدم.إي يو (الإنجليزية)
- فرانسيسكو فولبي على موقع Soccerway.com (الإنجليزية)
- فرانسيسكو فولبي على موقع عالم كرة القدم.نت (الإنجليزية)